# Oldřich Vízner
Oldřich Vízner, född 6 maj 1947 i Prag i dåvarande Tjeckoslovakien, är en tjeckisk skådespelare.
Han är utbildad vid Divadelní fakulta Akademie múzických umení v Praze (Scenkonstakademien i Prag). Han har verkat som film och teaterskådespelare sedan 1960-talets mitt. Han är främst känd för sin roll som betjänten Saturnin i filmen med samma namn från 1994.

## Filmografi, urval
- 1969 – Spalovač mrtvol
- 1976 – Sommar med en cowboy
- 1980 – Arabela (TV-serie)
- 1981 – När seklet var kort
- 1984 – Sestřičky
- 1988 – Cirkus Humberto (TV-serie)
- 1994 – Saturnin